# Robert Black
Pour les articles homonymes, voir Robert Black (homme politique) et Black.
Robert Black, né le 21 avril 1947 à Grangemouth et mort le 12 janvier 2016 à la prison de Maghaberry (Irlande du Nord), est un tueur en série et pédophile écossais reconnu coupable des enlèvements et des meurtres de quatre petites filles âgées entre 5 et 11 ans, entre 1981 et 1986 au Royaume-Uni. 
Il a été reconnu coupable d'agression sexuelle sur l'une des petites filles, et de viol sur les trois autres. Robert Black a également été reconnu coupable de l'enlèvement d'une cinquième petite fille et de tentative d'enlèvement sur une sixième. Il est aussi soupçonné de meurtres d'enfants non résolus au Royaume-Uni en 1969 et ailleurs en Europe dans les années 1970 et 1980.

## Biographie
Robert Black est né à Grangemouth au Stirlingshire. Sa mère biologique, Jessie Hunter Black, a refusé de faire apparaître le nom de son père biologique sur l'acte de naissance avec l'accord de ce dernier[réf. nécessaire]. Robert Black est élevé par Jack et Margaret Tulip âgés d'une cinquantaine d'années. Il n'est pas allé à l'école et on lui donnait le surnom de « Robby la tulipe puante »[réf. nécessaire]. Il développe une réputation de garçon agressif et entêté. Les villageois se rappellent qu'il avait souvent des bleus sur le corps. Il affirma plus tard qu'il ne se souvenait pas comment ces blessures étaient arrivées. Margaret Tulip s'est occupée de lui, seule, de l'âge de cinq ans jusqu'à ce qu'elle meure en 1958, lorsqu'il avait 11 ans. Il a alors été envoyé dans un orphelinat à Falkirk.

### Premiers crimes
Alors qu'il vit chez les Tulip, Robert Black prend conscience de sa sexualité à un jeune âge. Il avouera plus tard qu'à l'âge de huit ans il insérait souvent des objets dans son anus. C'est une pratique qu'il continua encore à l'âge adulte.
Sa première tentative de viol a lieu à l'âge de 12 ans avec deux autres garçons. Ils attaquent une fille dans un champ, mais se sont trouvés incapables de réaliser la pénétration. Les autorités en ont été informées et Robert Black est placé dans la maison de Red House Home for boys à Musselburgh. C'est dans ce cadre qu'un membre du personnel masculin a sexuellement abusé de lui. 
À 15 ans, Robert Black quitte la maison de correction et trouve un emploi en tant que livreur à Greenock près de Glasgow. Il a admis plus tard que pendant ses tournées, il a molesté trente à quarante filles. Aucun de ces incidents ne semble avoir été officiellement signalé jusqu'à sa première condamnation à l'âge de 17 ans quand il a attiré une fillette de sept ans dans un bâtiment abandonné, l'a étranglée jusqu'à ce qu'elle perde conscience, puis s'est masturbé sur son corps inconscient. Il a été arrêté et reconnu coupable de « comportement obscène » pour cette infraction, mais a reçu seulement un avertissement.
Après ces événements, Robert Black est retourné à Grangemouth et a obtenu un emploi dans une société d'approvisionnement de construction. Il y rencontre sa petite amie, Pamela Hodgson avec qui il se mariera plus tard. La relation se termine toutefois quelques mois plus tard et Robert Black en est déstabilisé. En 1966, il agresse la fille de son propriétaire, âgée de neuf ans. La jeune fille le signale à ses parents. Ils n'ont entrepris aucune action en justice mais lui ont ordonné de quitter la maison.
À cette époque, il retourne vivre à Kinlochleven, où il a grandi. Il a décidé de louer une chambre avec un couple qui avait une fille de sept ans. Robert Black agresse également la petite fille. Cette fois, quand l'abus sexuel a été découvert, la police en a été informée. Robert Black a été condamné à une année de détention dans une maison de correction à Polmont.
À sa libération, Robert Black quitte l'Écosse et déménage à Londres où il a trouvé du travail comme gardien de piscine. Durant son service, il éteignait les lumières et regardait les jeunes filles pendant qu'elles nageaient. Une jeune fille a rapporté que Robert Black l'avait touchée, et bien qu'aucune accusation officielle n'ait été portée, Robert Black perd son travail.
Toujours à Londres, Robert Black passe une grande partie de son temps libre dans les pubs à jouer aux fléchettes. C'est un bon joueur et un visage familier sur le circuit du jeu de fléchettes amateur. Le champion du monde de fléchettes Eric Bristow (en) connaissait vaguement Robert Black, se souvenant de lui comme « un solitaire » qui n'a jamais semblé avoir de petite amie. En 1976, Robert Black a commencé à travailler comme conducteur de fourgon. C'est en travaillant comme conducteur qu'il a développé une connaissance approfondie de certaines routes du Royaume-Uni, particulièrement les départementales.

### Meurtre de Jennifer Cardy
Le 12 août 1981, Jennifer Cardy, âgée de neuf ans, pédale depuis sa maison à Ballinderry (Comté d'Antrim, Irlande du Nord) jusqu'à la maison d'un ami de ses amis. Son vélo a été retrouvé près de son domicile. Son corps a été retrouvé au barrage de McKee près de Hillsborough, Comté de Down, six jours plus tard. Elle avait été agressée sexuellement. Black, qui à l'époque travaillait dans la région pour une entreprise de livraison, a été reconnu coupable de son enlèvement, d'agression sexuelle et d'assassinat à Armagh Crown Court le 27 octobre 2011.

### Meurtre de Susan Maxwell
Le 30 juillet 1982, Susan Maxwell, âgée de 11 ans, quitte sa maison pour jouer un match de tennis à Coldstream. Plusieurs témoins locaux se souvenaient l'avoir vue jusqu'à ce qu'elle ait traversé le pont sur la rivière Tweed. Personne ne l'a vu arriver, mais entre le fleuve et Coldstream, Susan a été enlevée par Black. Il la viole, l'étrangle et jette son corps environ 250 milles plus loin sur le côté de l'A518 à Loxley près d'Uttoxeter, dans le Staffordshire, en Angleterre.

### Meurtre de Caroline Hogg
Dans la soirée du 8 juillet 1983, Caroline Hogg, cinq ans, de Portobello, une banlieue d'Édimbourg, sort jouer près de chez elle pendant quelques minutes. Elle ne revient jamais. De nombreux témoins ont rapporté avoir vu un homme débraillé regarder une petite fille, qu'on croit être Caroline, dans la cour près de sa maison, puis lui tenant la main dans une salle de jeux à proximité. L'homme était Robert Black. Le corps de Caroline a été retrouvé dix jours plus tard dans un fossé dans le Leicestershire, à environ 300 milles de son domicile. La cause du décès n'a pas pu être déterminée en raison de la décomposition de son corps (comme cela avait été le cas avec Susan Maxwell), mais l'absence de vêtements suggère un motif sexuel.

### Meurtre de Sarah Harper
Trois ans plus tard, le 26 mars 1986, Sarah Harper, 10 ans, a disparu de Morley à Leeds après avoir quitté son domicile pour se rendre à la boutique du coin pour acheter une miche de pain. Le commerçant se souvenait que Sarah était venue dans le magasin. La dernière observation de Sarah était dans la ruelle de Snicket qu'elle a utilisée comme raccourci pour rejoindre le magasin. Robert Black l'a kidnappée, violée et assassinée. Son corps a été retrouvé dans la rivière Trent près de Nottingham un mois plus tard.

## Investigation de la police
Les corps de Maxwell, Hogg et Harper ont été trouvés dans chaque cas dans un périmètre de 42 km de la ville de Leicestershire à Ashby-de-la-Zouch. À ce moment, la police croit déjà que ces trois meurtres sont liés. Les détectives sont aussi favorables à cette hypothèse car les trois victimes avaient été laissées à chaque fois, à de longues distances de l'endroit où elles avaient été kidnappées, le tueur a voyagé dans le cadre de sa profession et était peut-être un chauffeur de camion. La police fait face à une grande pression pour résoudre les crimes, certains journaux les ont comparés aux meurtres Moors. C'était l'une des premières enquêtes à utiliser le système informatique HOLMES.
Robert Black a été considéré comme un suspect par la police dans ces assassinats non résolus et la disparition de plusieurs filles, y compris la disparition d'Avril Fabb en avril 1969, et la disparition de Genette Tate en août 1978. Il a été interrogé à propos de ces cas parmi d'autres, mais le Crown Prosecution Service a déclaré en 2008 que les « preuves étaient insuffisantes » pour condamner Robert Black,.

### Robert Black arrêté, premier procès
Black a été arrêté le 14 juillet 1990 près de Stow, en Écosse. Il a été vu arrachant une fillette de six ans dans la rue, et l'attacher dans son van. Un témoin appelle la police qui se lance à sa poursuite.
Le policier qui a découvert l'enfant dans le coffre de la fourgonnette, ligoté, bâillonné avec du ruban adhésif et mise tête la première dans un sac de couchage, a réalisé que c'était sa propre fille. Elle avait été agressée sexuellement. Une recherche dans la maison de Robert Black révèle une grande collection de contenu pédopornographique. 
Le mois suivant, Robert Black est reconnu coupable d'enlèvement et condamné à la réclusion à perpétuité.

## Procès pour meurtre
La police soupçonne Robert Black des meurtres de Susan Maxwell, Caroline Hogg et Sarah Harper, et de la tentative d'enlèvement d'une jeune fille de 15 ans qui avait échappé à un homme qui avait essayé de la faire glisser dans une camionnette en 1988.
Le 13 avril 1994, Robert Black a été jugé au Moot, Newcastle upon Tyne, Hall, et a nié les accusations. Après avoir passé au crible des milliers de factures de station-services, la poursuite était en mesure de le relier à toutes les scènes et de montrer les similitudes entre les trois meurtres, et l'enlèvement des filles de six ans qui ont été sauvées. 
Le 19 mai, le jury a déclaré coupable Robert Black des trois assassinats ; il a été condamné à la prison à vie et devra purger au moins 35 ans. Robert Black devait rester incarcéré jusqu'en 2029, ce qui aurait correspondu alors à ses 82 ans. 
Le 16 décembre 2009, Black a été accusé de l'assassinat de Jennifer Cardy. Il a été reconnu coupable le 27 octobre 2011 et a été condamné à une nouvelle peine de prison à vie par Armagh Crown Court. Il déclare qu'il sera âgé de 89 ans lors de sa libération.

## Attaque par des détenus
Black a été attaqué dans sa cellule de la prison de Wakefield en juillet 1995 après avoir été pris en embuscade par deux détenus. Andrew Wilson, 22 ans, a jeté de l'eau bouillante mélangée à du sucre sur le visage de Robert Black avec pour intention de « déchirer sa peau », puis il le tabasse à plusieurs reprises avec un pied de table. Craig Hendley, 25 ans, poignarde Robert Black dans le dos et le cou avec un couteau fait avec les moyens du bord. Craig Hendley déclara plus tard à la police « je le tuerai à la prochaine occasion qui se présentera à moi ». Un tribunal a entendu par la suite que « Black était un prisonnier particulièrement connu en raison de la nature des infractions pour lesquelles il purgeait sa peine. Pour cette raison, il est devenu une cible ». 

## Décès
Robert Black meurt le 12 janvier 2016 d'une crise cardiaque dans la prison de Maghaberry en Irlande du Nord. Le 29 janvier 2016, il a été incinéré au Roselawn Crématorium de Belfast en Irlande du Nord. En février 2016, ses cendres ont été dispersées en pleine mer au large des frontières de l'Irlande du Nord.

## Victimes suspectées
La police suspecte que Black a commis plus de meurtres que les quatre pour lesquels il a été condamné. Il semblerait que le nombre de victimes tuées s'élèverait à au moins huit. En juillet 1994, une rencontre entre six détectives de grade Principal de six forces de l'ordre différentes et à étendue nationale ont participé à la recherche de Black, ainsi que des représentants des forces du Royaume Uni des affaires non résolues d'enfants disparus et affaires de meurtres d'enfants. La rencontre de ces forces a permis d'évaluer les preuves que les investigateurs avaient assemblées et établir que Black avait tué d'autres enfants.
En 2008, le Parquet de la Couronne Britannique a statué sur un manque de preuves pour toute poursuite pour d'autres meurtres.
Black a été lié à 13 autres meurtres d'enfants et disparitions sur l'étendue du Royaume-Uni, de l'Irlande, et le continent européen entre 1969 et 1987.

### Royaume-Uni
Le 8 avril 1969 : April Fabb (en) (13 ans). Fabb a été vue pour la dernière fois à vélo à Metton, Norfolk en route vers le domicile de sa sœur à Roughton (Norfolk). Son vélo a été trouvé dans un champ sur la route qu'elle avait empruntée, mais son corps n'a jamais été retrouvé.
Le 21 mai 1973 : Christine Markham (9 ans). Une écolière de Scunthorpe vue pour la dernière fois en chemin vers son école. Son corps n'a jamais été retrouvé. Black a été interrogé en 2004 sur son éventuelle implication dans l'enlèvement.
Le 19 août 1978 : Genette Tate (en) (13 ans). Enlevée pendant la livraison de journaux à Aylesbeare (Devon). Sa bicyclette a été retrouvée sur un chemin de campagne par deux filles auxquelles elle avait parlé quelques minutes auparavant, mais son corps n'a jamais été retrouvé. Black a fait plusieurs livraisons d'affiches dans le sud-ouest de l'Angleterre en 1978. Au moment de la mort de Black, la Police du Devon et Cornwall devaient soumettre un nouveau dossier au Parquet de la Couronne Britannique, en vue de nouvelles poursuites pour enlèvement et meurtre dans cette affaire.
Le 28 juillet 1979 : Suzanne Lawrence (14 ans). Lawrence a été vue pour la dernière fois quittant le domicile de sa sœur à Harold Hill, nord-est de Londres. Même si son corps n'a jamais été retrouvé, le nom de Lawrence a été ajouté à la liste des victimes probables de Black en juillet 1994.
Le 16 juin 1980. Meurtre de Patricia Morris (en) (14 ans). Disparue de la cour de son école spécialisée ; son corps entièrement habillé a été retrouvé à Hounslow Heath deux jours après sa disparition. Elle avait été étranglée par ligature.
Le 4 novembre 1981 : Pamela Hastie (16 ans). Son corps matraqué et étranglé a été trouvé à Johnstone (Renfrewshire), en novembre 1981. Un témoin était catégorique sur le fait qu'il avait vu un homme correspondant à la description de Black s'échappant de la scène du crime, mais la Police ne croit pas que Black était proche de Renfrewshire au moment du meurtre de Hastie.

## Documentaire télévisé
- « Robert Black » dans Portraits de criminels sur RMC Story et sur RMC Découverte.